# 第18回全国中等学校ラグビーフットボール大会
第18回全国中等学校ラグビーフットボール大会（だい18かいぜんこくちゅうとうがっこうラグビーフットボールたいかい）は、1936年（昭和11年）1月に兵庫県西宮市の甲子園南運動場で開催された、旧制中学校・実業学校および師範学校を対象としたラグビー競技大会である。

## 参加チーム
太字はシード校。
- 北海道庁立函館商業学校（北海道・実業学校）（初出場）
- 秋田県立秋田工業学校（秋田県・実業学校）（7年連続7回目）
- 成城高等学校尋常科（東京都）（初出場）
- 京都市立第一商業学校（京都府）（2年ぶり13回目）
- 兵庫県立第一神戸中学校（兵庫県）（4年ぶり5回目）
- 天理中学校（奈良県）（2年連続7回目）
- 崇徳中学校（広島県）（2年連続2回目）
- 徳島県脇町中学校（徳島県）（2年ぶり2回目）
- 福岡県立福岡中学校（福岡県）（4年連続8回目）
- 台北州立台北第一中学校（外地）（3年連続5回目）
- 京城師範学校（外地・師範学校）（7年連続7回目）
- 鞍山中学校[1]（外地）（5年連続5回目）

## 試合結果

### 1回戦
- 神戸一中 17-11京城師
- 秋田工 26-6函館商
- 天理中 17-0台北一中
- 脇町中 9-8崇徳中

### 2回戦
- 神戸一中 0-0秋田工（抽選で神戸一中が勝ち抜け）
- 京一商 31-0成城尋常
- 鞍山中 8-6福岡中
- 天理中 16-0脇町中

### 準決勝
- 神戸一中 9-3京一商
- 鞍山中0-9 天理中

### 決勝
天理中が初優勝を果たした。
- 天理中 14 -5神戸一中